# Pandora Hearts
Pandora hearts (パンドラハーツ Pandora Hātsu?) är en japansk manga och anime från 2009.
I februari 2010 blev det klart att serien skulle släppas i Nordamerika. 

## Handling
Oz Vessalius kommer ifrån en rik familj och lever livet varje dag med sin syster och sin bästa vän Gilbert. När Oz blir 15 så förändras dock allt. Under en ceremoni så blir han bortförd till en annan dimension, Abyss. Där stöter han på Alice, en Chain. För att komma ut ifrån Abyss så sluter han ett kontrakt med henne. Men i den riktiga världen så har allt förändras, den korta tiden i Abyss var 10 år i den riktiga världen så Oz bestämmer sig för att ta reda på varför han blev skickad till Abyss, och ta reda på mer om Alice och den mystiska organisationen Pandora.